# أدامانتان
أدامانتان  هو مركب كيميائي عديم اللون، بلوري، ذو رائحة تشبه رائحة الكافور. صيغته الكيميائية C10H16، هو ألكان حلقي وذو البنية الألماسية الأبسط. تتكون جزيئات الأدامانتان  من أربع حلقات هكسان حلقي متصلة ومرتبة في تكوين "كرسي"، وهي فريدة من نوعها لأنه على حد سواء صلبة وتكاد تخلو من الإجهاد، ويمكن تواجدها أيضا بتشكيل القارب. الأدامانتان  هو الأكثر استقراراً بين جميع المتصاوغات ذات الصيغة C10H16، والتي تشمل التويستان (بالإنجليزية: Twistane)‏. الترتيب المكاني لذرات الكربون في جزيء الأدامانتان  هو نفسه في بلورة الألماس.
أطلق اكتشاف الأدامانتان  في النفط في عام 1933 حقلاً جديداً للكيمياء مختص بدراسة تركيب وخصائص المركبات العضوية متعددة السطوح. وقد وجدت مشتقات الأدامانتان  التطبيق العملي مثل الأدوية والمواد البوليمرية ومواد التشحيم المستقرة حراريًا.